# Ујкин сан
„Ујкин сан” је југословенски ТВ филм из 1959. године. Режирао га је Даниел Марушић а сценарио је написао Иво Штивичић по делу Фјодора Достојевског.

## Улоге
| Глумац           | Улога |
| ---------------- | ----- |
| Ивка Дабетић     |       |
| Јурица Дијаковић |       |
| Ервина Драгман   |       |
| Перо Квргић      |       |